# ブルーノ・チバラ
ブルーノ・チバラ・ンゼンゼ（Bruno Tshibala Nzenze、1956年2月20日 - ）は、コンゴ民主共和国の政治家。2017年から2019年まで同国の首相を務めた。

## 学歴
ルブンバシで初等・中等教育を終え、ブラザヴィルのマリアン・ングアビ大学で法律を学んだ。

## 政治家としての経歴
1980年4月、24歳の学生時代に、モブツ・セセ・セコ政権下のザイールの左派政党に参加し、政治活動を開始した。1980年12月には、13人の国会議員とともに、一党独裁体制が続いていたモブツ大統領に民主的な改革を求める書簡を書いた。
2017年4月7日、ジョセフ・カビラ大統領より首相に任命され、2017年5月18日に就任した。2019年にはDRC上院議員に立候補したが、3月15日の上院選挙で敗北した。

## References
1. ↑  Cornish, Jean-Jacques. “DRC's Tshibala defends lifetime salaries for ex-ministers”. ewn.co.za. 2021年3月13日閲覧。
2. ↑  “Kabila names Bruno Tshibala new DRC prime minister”.   Al Jazeera (2017年4月8日). 2021年3月13日閲覧。
3. ↑  “Outgoing Congo government defends golden parachutes”.   Reuters (2019年2月4日). 2019年3月30日閲覧。
4. ↑  "DRC: Bruno Tshibala appointed Prime Minister", Radio Okapi (フランス語).
5. ↑  “L'Avenir : " Primature: Tshibala aux commandes "” (French).   Radio Okapi (2017年5月19日). 2021年3月13日閲覧。
6. ↑  “Bruno Tshibala prend les clefs de la Primature [Bruno Tshibala takes the keys of the Primature]” (French).   PRIMATURE (2017年5月18日). 2017年8月27日時点のオリジナルよりアーカイブ。2017年8月26日閲覧。
7. ↑  https://www.digitalcongo.net/article-en/5c8fa4114e1bc200046acfcd/

| 公職                      | 公職                                     | 公職                        |
| ------------------------- | ---------------------------------------- | --------------------------- |
| 先代 サミー・バディバンガ | コンゴ民主共和国首相 第32代：2017 - 2019 | 次代 シルベストル・イルンガ |